# 小宮山明里
小宮山明里 日本女性聲優，長野縣出身，目前簽約於索尼音樂藝人公司。